# Gulastorp
Gulastorp är ett naturreservat i Hässleholms kommun. Det inrättades genom ett regeringsbeslut den 28 augusti 2014 och har en areal om 18,6 hektar. 
Regeringens motivering till beslutet om naturreservatet löd: "Syftet med reservatet är att bevara och utveckla områdets lövsumpskog och ädellövskog samt skydda vattennivåer och lämna bäckar orörda". 